# Bernard de Hemptinne
Bernard François Marie Ghislain graaf de Hemptinne (Gent, 18 november 1944) is een hoogleraar emeritus en een expert op het gebied van levertransplantaties.

## Biografie
De Hemptinne is lid van de familie De Hemptinne en een zoon van prof. dr. Marc graaf de Hemptinne (1902-1986) en diens volle nicht jkvr. Suzanne de Hemptinne (1909-1984). Hij werd doctor in de geneeskunde, chirurg en hoogleraar aan de universiteit van Gent.
De Hemptinne haalde zijn doctoraat in de medicijnen in 1971 aan de Université catholique de Louvain (UCL). Daarna was hij assistent aan diezelfde universiteit om van 1974 tot 1975 in Montreal te werken. Vanaf 1976 werkte hij weer aan het UCL, om vanaf 1991 aan de universiteit van Gent te gaan werken, waar hij aan verbonden bleef tot aan zijn emeritaat in 2008. Hij was voorzitter van de vakgroep Heelkunde, diensthoofd van de Heelkundige kliniek en diensthoofd van de Transplantatiekliniek aan die universiteit. In 1991 voerde hij de eerste levertransplantatie uit in de Benelux aan de Gentse universiteit; hij zou er daarna nog meer dan 500 uitvoeren. 
Hij trouwde in 1987 met de Iraanse Azin Benaï (1956), dochter van hoogleraar en Iraans minister van Onderwijs Horsdin Benaï, met wie hij twee kinderen kreeg. Hij is een broer van prof. dr. Xavier de Hemptinne en van prof. dr. Alex de Hemptinne.

## Andere functies en eerbetoon
- Hij was vicevoorzitter (1993-1995) en voorzitter (1995-1997) van de European Society for Surgeal Research.
- Hij is laureaat van de Morelprijs (1984) en van de Starzlprijs (1987).
- Op 15 september 2006 verkreeg hij verheffing tot de titel van graaf met recht van overgang bij eerstgeboorte.
- In 2016 volgde hij Bernard Snoy op als voorzitter van de Vereniging van de adel van het koninkrijk België.